# جيف وادلو
جيف وادلو (بالإنجليزية: Jeff Wadlow)‏ هو مخرج ومنتج أفلام وكاتب سيناريو ومخرج وممثل أمريكي، ولد في 2 مارس 1976 بمقاطعة أرلنغتون في الولايات المتحدة. بدأ مشواره المهني سنة 1996.

## أعمال

### أفلام
- (2001) بيرل هاربر[5][6][7]
- (2007) فريسة
- (2008) لا تتراجع[8]
- (2013) كيك-آس 2[9]
- (2014) بلا توقف[10][11]
- (2018) حقيقة أم جرأة

## وصلات خارجية
- جيف وادلو على موقع IMDb (الإنجليزية)
- جيف وادلو على موقع روتن توميتوز (الإنجليزية)
- جيف وادلو على موقع ألو سيني (الفرنسية)
- جيف وادلو على موقع أول موفي (الإنجليزية)
- جيف وادلو على موقع بوكس أوفيس موجو (الإنجليزية)
- جيف وادلو على موقع قاعدة بيانات الأفلام السويدية (السويدية)
- جيف وادلو على موقع قاعدة بيانات الفيلم (الإنجليزية)
- جيف وادلو على موقع كينوبويسك (الروسية)